# Dieter Baacke
Dieter Baacke (* 2. Dezember 1934 in Hannover; † 23. Juli 1999 in Bielefeld) war ein  deutscher Erziehungswissenschaftler und Hochschullehrer an der Universität Bielefeld. In die medienpolitische und medienpädagogische Diskussion führte er den Begriff der Medienkompetenz ein, der mittlerweile in zahlreichen Regierungsprogrammen, Koalitionsvereinbarungen und Verlautbarungen zur Kinder- und Jugendpolitik zu finden ist.

## Leben und Ausbildung
Nach dem Abitur  in Hannover absolvierte er ein Studium der Germanistik, Latinistik, Theologie, Philosophie und Pädagogik an den Universitäten in Marburg, Wien und Göttingen. Ab 1972 war er Professor für außerschulische Pädagogik an der Universität Bielefeld mit den Schwerpunkten Medienpädagogik und Medienforschung, Jugend- und Kindheitsforschung und Jugend- und Erwachsenenbildung.
Er starb am 23. Juli 1999 im Alter von 64 Jahren an den Folgen eines Herzinfarkts.

## Wirken
Seine Kinder- und Jugendforschung orientierte sich an den Paradigmen der Frankfurter Schule und an dem sozialökologischen Ansatz der Sozialisation von Urie Bronfenbrenner. In der Auseinandersetzung mit bestehenden medienkritischen Theorien und handlungsorientierten Theorien der Sozialisation entwickelte er sein Modell der Sozialökologie der Medien. Er stellte die individuelle und gesellschaftliche Bedeutung der Medien im Kontext von Entwicklung heraus. Insbesondere sein Medienkompetenzmodell wird bis heute viel rezipiert. 
Dieter Baacke war langjähriges Vorstandsmitglied der Kulturpolitischen Gesellschaft. Seit ihrer Gründung 1984 war er Vorsitzender der Gesellschaft für Medienpädagogik und Kommunikationskultur (GMK), außerdem Vizepräsident des Deutschen Kinderhilfswerks, Mitglied von Kuratorien wie Kinder- und Jugendfilmzentrum. Er engagierte sich auch im Bereich Kunst und Kultur, beriet offizielle Stellen und Regierungen und war Mitdirektor der Akademie für Medienpädagogik, Medienforschung und Multimedia. Seine Vorträge im In- und Ausland trugen zu seinem internationalen Ruf als bedeutender deutscher Medienpädagoge bei. Er leitete an der Bielefelder Hochschule die Kommission für Kunst und Kultur und war Vorsitzender des Vereins zur Förderung von Kunst und Kultur an der Universität Bielefeld.
Die GMK (Gesellschaft für Medienpädagogik und Kommunikationskultur) vergibt seit 2000 jedes Jahr den Dieter-Baacke-Preis für medienpädagogische Projekte mit Kindern, Jugendlichen und Familien.

## Werke (Auswahl)
- Das romantisch-allegorische Drama und Immermanns „Merlin“ Göttingen 1963, DNB 481907106 (Dissertation Universität Göttingen, Philosophische Fakultät, 28. März 1963, 387 Seiten).
- Beat – die sprachlose Opposition. München 1968 (3. Auflage 1972)
- Kommunikation und Kompetenz. München 1973
- Einführung in die außerschulische Pädagogik. München 1976 (2. Auflage 1985)
- Massenkommunikation. Stuttgart 1978
- Jugend und Mode (mit anderen Autoren). Opladen 1988
- Weltbilder, Wahrnehmung, Wirklichkeit. Der ästhetisch organisierte Lernprozeß (zusammen mit F.J. Röll). Opladen 1995
- Italienische Jugend (zusammen mit Ippazio Fracasso-Baacke). Weinheim 1993
- Handbuch Jugend und Musik (mit anderen Autoren). Opladen 1997
- Medienpädagogik. Tübingen 1997
- Die 13- bis 18-Jährigen. Weinheim 1994 (7. Auflage)
- Die 6- bis 12-Jährigen. Weinheim 1995 (6. Auflage)
- Die 0- bis 5-Jährigen. Weinheim 1999
- Jugend und Jugendkulturen. Juventa-Verlag. Weinheim/München 1999 (1. Aufl. 1987)
- Medienpädagogik. Tübingen 2007, (1. Aufl. 1997) (Grundlagen der Medienkommunikation 1).